# Osíčko
Obec Osíčko se nachází v okrese Kroměříž ve Zlínském kraji. Žije zde 450 obyvatel. Součástí obce je také vesnice Příkazy.

## Název
Nejstarší (1360) doložená podoba jména vesnice je Nový Osek (zapsáno v nářeční podobě Hosek). Obecné osěk znamenalo "vysekané místo v lese". Pro vesnici se časem vžila zdrobnělina osiečko k základnímu osěčí – "místo, kde je osek".

## Historie
Vesnice Osíčko svou polohou, jménem i osudem patří k nejzajímavějším na Záhoří. Podle starých dokladů se v případě majetkové záležitosti Zdeňka z Domaželic roku 1360 (první písemná zmínka o obci) zaznamenává „Nový Osek“, později v jiné věci roku 1371 již Osíčko. Příkazy jsou poprvé zmiňovány v roce 1309.
Současná obec Osíčko vznikla roku 1951 sloučením dvou do té doby samostatných obcí – Osíčka (k. ú. Osíčko) a Příkaz (k. ú. Příkazy u Osíčka).
Prochází tudy železniční trať Kojetín – Valašské Meziříčí s železniční stanicí.

## Obyvatelstvo

### Struktura
Vývoj počtu obyvatel za celou obec i za jeho jednotlivé části uvádí tabulka níže, ve které se zobrazuje i příslušnost jednotlivých částí k obci či následné odtržení.
| Místní části   | Místní části | 1869 | 1880 | 1890 | 1900 | 1910 | 1921 | 1930 | 1950 | 1961 | 1970 | 1980 | 1991 | 2001 | 2011 |
| -------------- | ------------ | ---- | ---- | ---- | ---- | ---- | ---- | ---- | ---- | ---- | ---- | ---- | ---- | ---- | ---- |
| Počet obyvatel | část Osíčko  | 510  | 564  | 560  | 540  | 550  | 550  | 599  | 508  | 582  | 526  | 495  | 472  | 477  | 463  |
| Počet domů     | část Osíčko  | 91   | 95   | 101  | 101  | 99   | 103  | 109  | 124  | 120  | 131  | 126  | 143  | 148  | 150  |

## Rodáci
- Ludvík Kunz ( 26.8.1914 – 20.5.2005 Šlapanice) etnograf, muzejník a pedagog

## Pamětihodnosti
- Kaple Panny Marie Pomocnice (v Osíčku) – chráněná památka
- Kaple Navštívení Panny Marie (v Příkazích)
- Socha Panny Marie Svatohostýnské (celkem tři – jedna z roku 1925, dvě z roku 1936)

## Galerie

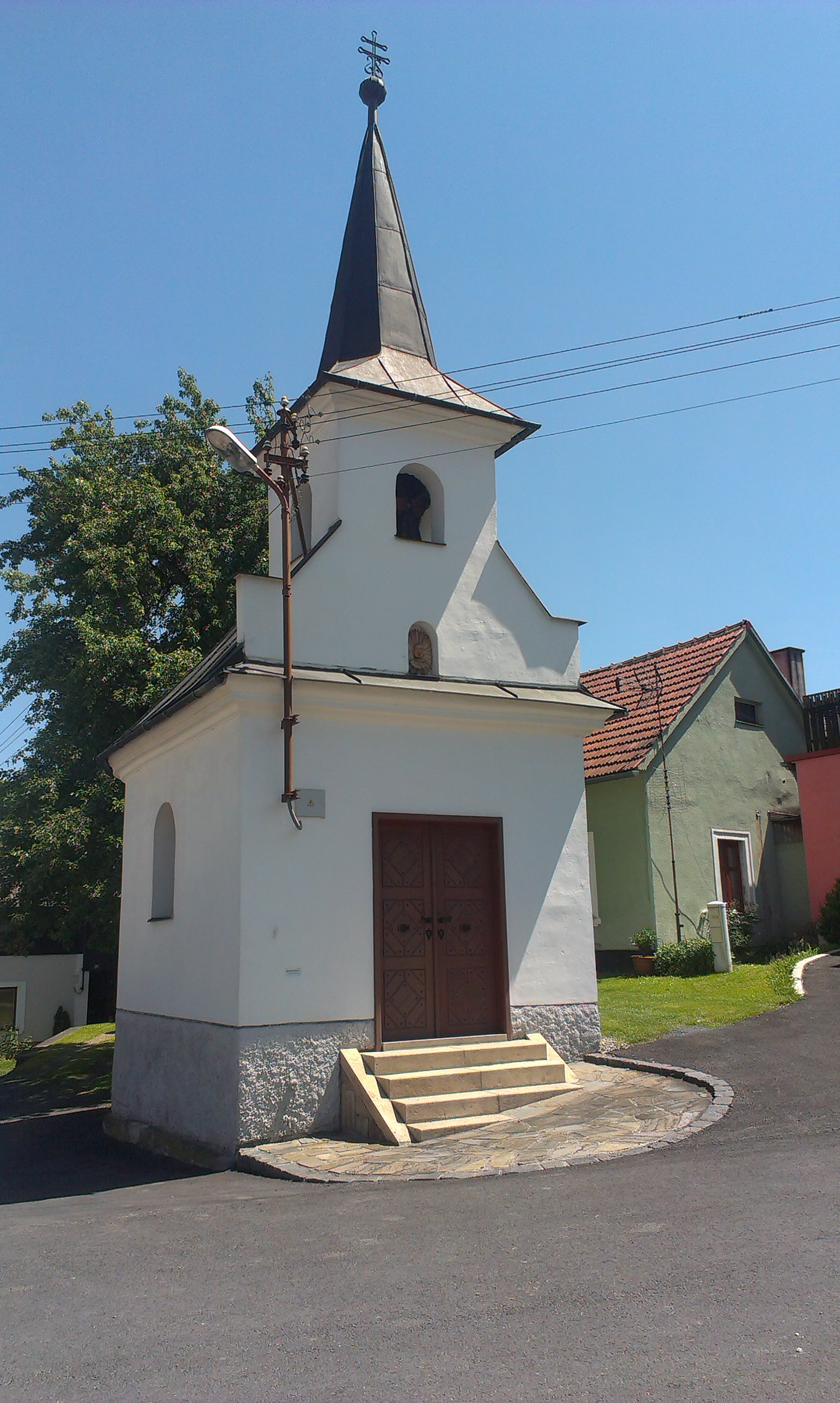
Kaple Navštívení Panny Marie
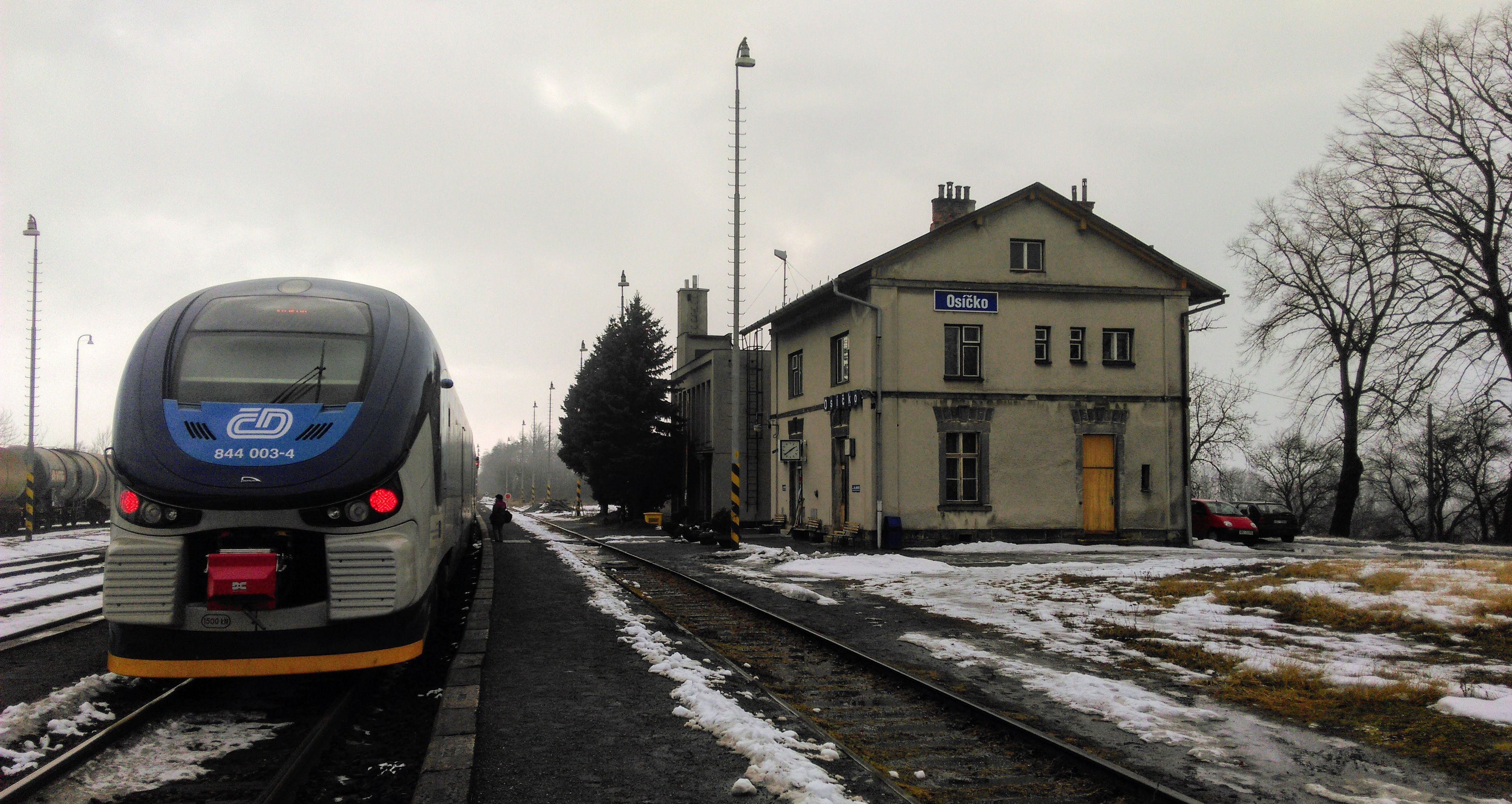
Železniční stanice